# شاکرو
شاکر دنیز شناخته‌شده با نام شاکرو (به ترکی استانبولی: Şakir Deniz یا Şakiro) (به کردی: Şakiro) ‏ (۱۹۳۶ – ۱۹۹۶) خواننده کُرد اهل ترکیه بود. او از مطرح‌ترین هنرمندان سبک سنتی آواز کردی کرمانجی است و به همین دلیل به که‌وا ر‌بات (kewa ribat) ملقب شده است
 که به معنای کبک نری است که در میان دیگر کبک‌ها آواز قوی‌تر و زیباتری دارد. شاکرو را همچنین شاه دَنگبِژها نیز لقب داده‌اند. وی علاوه بر کردهای ترکیه، سوریه و عراق، در کردستان ایران هم طرفداران زیادی دارد.

## زندگی و کار
شاکرو در سال ۱۹۳۶ از پدر و مادری کُرد در استان عمدتاً کردنشین ئاگری در کردستان ترکیه به دنیا آمد. او همچنین عموی خواننده، بازیگر، نویسنده و کارگردان معروف ترکیه ای ازجان دنیز است. خانوادۀ شاکرو در زمان جوانی و در سال ۱۹۵۹، به دلیل شرایط سیاسی و سیاست‌های دولت ترکیه به آدانا تبعید شدند. او به همراه خانواده‌اش پس از ۷ سال زندگی در تبعید بین سال‌های ۱۹۵۹ تا ۱۹۶۶، در سال ۱۹۶۶ اجازه یافتند به شهرموش بازگردند و ۲ سال بعد، در سال ۱۹۶۸، در ارزروم مستقر شدند.
شاکرو از شاگردان هنرمند ره‌سو بوده‌است و بیشتر اوقات آهنگ‌های ره‌سو را بازخوانی کرده‌‌است. هنرمند ره‌سو نیز به نوبۀ خود از شاگردان عَودال زَینِکِه  بوده و هنر دنگ‌بیژی را از او آموخته‌است. شاکرو از خود آثار بی نظیری از خود به جای گذاشته‌است. از شاکرو در طول عمر خوانندگی‌اش بیش از ۲۶۶ ترانه در قالب ۶۵ کاست به جای مانده‌است. از میان ترانه‌های شاکرو ۳۵ ترانه حماسی، ۱۸۳ ترانه عاشقانه، ۲۷ ترانه در خصوص درگیری‌های قبیله‌ای و عشیره‌ای، ۳ ترانه داستانی (بیت) و ۱۸ ترانه با موضوع طبیعت در این کاست‌ها ثبت و ضبط شده‌است.

## مرگ
در سال ۱۹۹۶ در ترکیه، شهر ازمیر در فقر و تنگ‌دستی جان خود را از دست داد.